# Treehouse of Horror XXV
«Treehouse of Horror XXV» (укр. «25-й будинок жахів») — четверта серія двадцять шостого сезону мультсеріалу «Сімпсони», прем'єра якої відбулась 19 жовтня 2014 року у США на телеканалі «Fox».

## Сюжет

### Вступ
На тлі планети Ріґель 7 (планети Канга і Кодоса) показують кадри з минулих Хелловінських випусків «Сімпсонів». Під час цих кадрів вимовляються імена запрошених зірок. Наприкінці показано, що всіх їх вбито, а з трупів складено напис «Treehouse of Horror XXV».

### School Is Hell (укр.Школа— це пекло)
Залишившись відбувати покарання після уроків, Барт знаходить на своїй парті напис невідомою йому мовою. Він кличе Лісу, щоб вона побачила це. Використовуючи додаток-перекладач, вона виявляє, що напис на стародавньо арамейській мові. Прочитавши його вголос, діти потрапляють у пекло, в школу для демонів. Там Ліса стає популярною, а Барт несподівано досягає успіхів у навчанні.
Коли Барт говорить про цю школу батькам, вони пішли на розмову з директором школи, на дозвіл навчання на семестр. Незабаром Барт отримує хороші оцінки з усіх предметів.
Для останнього завдання він повинен катувати Гомера. Попри вагання Барта, Гомер дозволяє це йому. Знівечений Гомер з гордістю спостерігає за випуском Барта, закінчує рік відмінником.

### A Clockwork Yellow (укр.Механічний лимон)
Мо має банду в Лондоні разом з Ленні (Леонардом), Карлом (Карлтоном) і Гомером (Тупаком). Все було добре, поки Тупак не закохується в Чіксу (Мардж), яка переконує його кинути банду, після чого банда розпалася.
Багато років по тому, на Мо нападають в його домі. Тоді він вирішує повернутися в стару справу і кличе собою Гомера, а також Ленні й Карла, які стали поліцейськими. Вони домовляються про останню справу — вдертися в будинок Бернса. Вони нападають на еротичну вечірку в масках, які створюють «цензуру». Почалася бійка, в якій Мо побили…
Раптово серію перериває Стенлі Кубрик, який у монтажній кімнаті просить все перезняти.

### The Others (укр.Інші)
Сімпсони знаходять незрозумілі прохання про допомогу, шоколадні молочні коктейлі, а їх телевізор показує лише «Одружені... та з дітьми». Після того, як вночі привид нападає Гомера, той проводить ритуал і виявляється, що це… колишні Сімпсони з шоу Трейсі Ульман.
Гомера зваблює привид Мардж, який віддає перевагу йому, ніж колишньому сварливому Гомеру. Через це ревнива жива Мардж вбиває себе, засунувши голову в піч, щоб стати привидом. Привид Гомера заздрить і забиває живого Гомера тостером, коли той перебуває у ванній. Згодом Барт і Ліса стрибають з вікна, щоб уникнути відповідального життя, а Меґґі вбиває завгосп Віллі, щоб приготувати собі харчі з дитячих трупів…
Після зустрічі з доктором Марвіном Монро, Мардж залагоджує свої розбіжності зі своєю старшою версією, і обидві жінки змушують Гомера вибирати між ними. Гомер обирає свою «сучасну».
Наступного ранку за столом для сніданку Ліса запитує, чи не може теоретично якась корпорація створити інші втілення Сімпсонів. Після чого з'являються різні сімейства Сімпсонів на основі інших анімацій.
Сегмент закінчується тим, що «сучасний» Гомер невдало сфотографував хороший портрет двох сімей разом.

## Виробництво
У вересні 2014 року в інтерв'ю «Entertainment Weekly» виконавчий продюсер Ел Джін розповів про третій сегмент серії та різницю в голосах між старою та новою версіями персонажів. Він зазначив, що хоча персонаж Гомера, який зображав Ден Кастелланета, краще запам'ятовується завдяки його розвитку з часом, вимова слів Барта Ненсі Картрайт також змінилася, тому що «воно стала нижчим у тембрі, і можна побачити різницю в цьому сегменті. Це було насправді смішно — отримати взаємодію [між двома версіями Сімпсонів] і щоб актори побачили еволюцію голосу. Чудово, що нам не треба було просити — ми вже мали акторський склад Сімпсонів з шоу Трейсі Ульман». Він також казав, що сегмент розширився до більш раннього епізоду, який мав на увазі, що Сімпсони Ульман були вбиті й поховані під сімейним будинком, заявивши, що «якщо люди хочуть справжню криваву баню на Хелловін, вони її отримають».

## Цікаві факти й культурні відсилання
- На промо постері зображені Канг і Кодос у смокінгах, що є відсиланням до вступу так само, ювілейної, серії «Treehouse of Horror X». Хоча у вступі вже цієї серії Канга і Кодоса немає.
- У першому сегменті Барт викликає Дияволеня (англ. Hot Stuff), якого засудили до пекла за його «кульгаві» комікси «Hot Stuff»[2].
- Другий сегмент епізоду пародіює «Механічний апельсин» Стенлі Кубрика та містить відсилання на інші його фільми, зокрема «Із широко заплющеними очима», «Космічна одіссея 2001 року» та «Цілісно-металева оболонка»[3].
  - Також назва сегменту і її тло пародіює «Механічний апельсин».
- Сюжет третього сегмента «The Others» (укр. «Інші») є пародією на однойменний фільм 2001 року.
- Наприкінці серії сім'я відтворюється в різних анімаційних стилях багатьох інших серіалів, включно з «Часом пригод», «Арчера», «Південного парку», японських аніме, посіпак з «Нікчемного Я» та альтернативних версій Сімпсонів з інших серій мультсеріалу[4].

## Ставлення критиків і глядачів
Під час прем'єри серію переглянули 7,76 млн осіб з рейтингом 3.5, що зробило її найпопулярнішим шоу на каналі «Fox» тієї ночі і другим найпопулярнішим шоу, після телесеріалу «Якось у казці».
Денніс Перкінс з «The A.V. Club» дав серії оцінку B, сказавши, вихваляючи кінематографічну якість перших двох сегментів, роблячи висновок, що третій був найбіднішим. Він був вражений тим, як відсилання Кубрика в другому сегменті були оригінальними, а не просто «нетривалим контрольним переліком», і як «участь» режисера наприкінці мала «комічний апломб».
Водночас, Дон Каплан з «New York Daily News» дав серії чотири з п'яти зірок відзначив третій сегмент найкращим, і визнавши данину Кубрику «розумною і безглуздою».
Більш неоднозначний відгук надав Алекс Страчан на «Postmedia News 'Canada.com», який вважав другий сегмент найкращим, а два інших — середніми, хоча він визнав, що відсилання Кубрика «іноді були занадто внутрішніми або самовпевненими. поблажливі для власного блага». Він дійшов висновку, що в епізоді «є щось для кожного. Трохи схоже на цукерку на Хелловін».
У січні 2015 року серія здобула премію «Енні» у категорії «Найкраща анімаційна програма для широкої авдиторії».
Серію було номіновано на премію «Еммі» в категорії «Найкраща анімаційна передача» 2015 року.
Згідно з голосуванням на сайті The NoHomers Club більшість фанатів оцінили серію на 4/5 із середньою оцінкою 3,7/5.